# Yoshio Shimura
Yoshio Shimura (jap. 志村•義夫 Yoshio Shimura; * 23. September 1940) ist ein ehemaliger japanischer Radrennfahrer.

## Sportliche Laufbahn
Shimura war Straßenradsportler. Er war Teilnehmer der Olympischen Sommerspiele 1964 in Tokio. Im Mannschaftszeitfahren wurde der japanische Straßenvierer mit Takehisa Katō, Masashi Ōmiya, Yoshio Shimura und Hirotsugu Fukuhara als 19. klassiert.
Bei den Asienmeisterschaften 1963 holte er den Titel im Mannschaftszeitfahren.